# CHARON
『CHARON』（カロン）は、山田恵庸による日本の漫画作品。『週刊少年マガジン』（講談社）にて、2013年42号から2014年4・5合併号まで連載された。

## 概要
2040年の宇宙の月に存在する遺産を探すことを目的とし、同じ年代・時間に生誕した少年少女たちの駆け引きを描いていくサバイバル漫画である。登場人物の風貌は前作『エデンの檻』から引き継がれているが、本作では少年少女たちの数が18人に絞られているほか、作者のサバイバル作品で多く描写されてきた猟奇殺人や強姦などはほとんど起こらず、死亡したと思いきや実は仮死状態で生存していたという展開になるなど、作風がやや一新している。
『マガジン』2014年4･5合併号にて、最終回の予告もせずに突然の打ち切りとも言えるような形で連載が終了した。
単行本第2巻の巻末にて、作者のあとがきに「自分の力不足で物語の重要な部分を最後まで描ききれずに打ち切られ、読者の期待に応えられなかった」ことを謝罪する旨が供述された。
上記のような経緯もあり、『イブニング』（講談社）での次作『DEATHTOPIA』の連載開始時には同誌2014年10号の表紙をはじめ各所で「『エデンの檻』の山田恵庸」と紹介されるなど、本作が作者の代表作として挙げられる機会は少ない。

## あらすじ
時は2040年9月。日本の高校生・九十八密は特殊な能力を持っていたことから過酷な少年期を過ごすが、今は一般人として平穏な日々を過ごしていた。しかし、その日常はいきなり打ち砕かれる。ある日、密が目を覚ますと、そこには面識が無く国籍も性別もバラバラな17人の少年少女と共に、床も壁も天井も金属でできた謎の施設にいた。他の17人も拉致された理由などを知らない者が多かったが、ようやく黒幕と場所が判明する。黒幕は世界最大の宗教団体「クリータ教会」で、施設は宇宙船の内部だった。
教会関係者によると、人類は死滅の危機に瀕しており、それを阻止するには地球を造った神が月に遺した「神の遺産」と呼ばれる「力」が必要だという。預言書によると、その遺産を得られるのは2024年9月9日9時9分生まれの密を含めた18人だけであり、彼らを月に送る「救世主（メサイア）計画」のために密たちを拉致し、今後は人類のために命懸けで「神の遺産」の獲得に尽力してほしいという。本人の同意も無いあまりの強引さに反発する者も少なくなかったが、すでに彼らは宇宙を航行中の宇宙船の中で、国から家族まで教会が根回ししていたため、物理的にも社会的にも逃げられなかった。さらに、クリータ教会以外の宗教などさまざまな組織・団体が「神の遺産」を入手しようと、対象者を養い本船に乗り込ませていることまで明らかになる。現状を最もよく知る1人であるクリータ教会の戦士・アイシャは、「ここにいる18人は世界を救う仲間ではなく、己が信じる神の代理戦争（聖戦）」とまで言い切る。
「神の遺産」の獲得が過酷な試練と予想される中で、密は誰が一般人か、味方か、敵かをまず見極めなくてはいけなくなった。さらに、密の能力に目をつけて懐柔しようとする者や殺そうとする者なども現れ、事態は混沌となる。かくして、連帯感皆無かつ統率者不在の状況下、人類救済のために宇宙を舞台とした「神の遺産」の獲得争奪戦が始まる。

## 登場人物

### 救世主（メサイア）
18人のメサイア全員の生年月日は2024年9月9日9時9分のため、第1話の2040年9月7日時点では16歳間近となる。
九十八 密（にたらず ひそか）
18番。本作の主人公。
一般人の高校生。性格はクールでぶっきらぼう。生まれついて宿った「神殺し」と呼ばれる念力を持つ。
父親は密の能力を気味悪がり疎遠で、母親は密の能力が原因となり心を病んだ末に全裸で自殺した。兄弟姉妹の有無は不明だが、母親の自殺以後は密の味方となる家族はいなかったらしい。
幼少時から家族や周囲から気味悪がられたために厭世的で、人類の救済なども全く興味は無い。能力を制御するコツは欲望を抑えることであるため、あらゆる面で我慢強い。また、幼少期に母親の死体を目撃したことから、女性への性的感情も特に示さない。
福寿 幸（ふくじゅ さち）
10番。本作のヒロインの1人。
国際連合から派遣されてきた国連エージェントの少女。九十八に興味を持ち、一般人を装って九十八に接していたが、玲音の日記がきっかけであっさり自白した。当初は小悪魔的な素振りも見せていたが、根は使命感に溢れる純真さを持つ。
国連事務総長の養女で、今回の計画のために3歳の時から特殊訓練を受けながら育てられた。そのため、家族愛に飢えている面があり、他の17人をきょうだいのように思っている。
作者の次回作品『DEATHTOPIA』にて、中学生アイドルという設定で登場している。
アイシャ・マラーク・ザファル
7番。世界最大の宗教団体「クリータ教会」から派遣されてきた少女。
浅黒い肌、白い髪で短髪、青い瞳が特徴的。怜悧冷徹な性格で、教会に対して強い忠誠心と信仰心を持っている。メサイア計画のために幼少時代から養育され、格闘技や宇宙船操縦などの技能を持っている。
最終回では、神の遺産により雷を操るような神の力を手に入れた。
西園寺 玲音（さいおんじ れいん）
1番。本作のキーパーソン。
一般人の高校生。16歳で陸上オリンピック選手になった少女。巨乳である。部屋は極めて殺風景。国連調査では一般人と見なされているが、予知夢で今後の出来事を把握しているらしく、不思議な書き込みがある日記を持っている。
最終回では、先に探検に出掛けた17人と人類滅亡を止めようと決心するところで物語が終わる。
作者の作品『サタノファニ』にて、走り高跳びで活躍する女子校生として登場している。
根津 旺理（ねづ おうり）
9番。一般人の高校生。都議会議員の三男。神の遺産（一部）の初の獲得者。
性格は軽薄で軽率。横柄でヒステリックなまでに短気だが、腕っ節は弱く弱者には威張るという、典型的な小者。ラファエルに掴みかかるも叩きのめされ、その後は下僕になった。都議会議員の息子であることを鼻に掛けているが、成績は悪く父や兄たちからは馬鹿にされている。コンプレックスの塊で、神の遺産を獲得できそうになると途端に本性を現し、神の力である念力でラファエルたちに復讐を始める。
終盤で密に念力勝負で敗れて負傷するが、密たちへの復讐を誓って姿を消す。
ラファエル・ベスティア
17番。シチリア最大のマフィア「ベスティアファミリー」のボスの息子で幹部。
女性のような外見に反し、腕っ節は異常に強く、大の戦争好きで「ベスティア家の悪魔」「暴力のスペシャリスト」とも呼ばれている。体中には銃創など傷跡だらけ。根津や万年を下僕にし、食堂を占拠してゲーム感覚で人を撃つなど、宇宙船内でも王のように振る舞っていたが、密の不思議な能力に興味を持ち、食堂占拠はやめた。
銃火器を多数所持しており、判明している限りではメシアの中で最強の戦闘力を持っているが、神の遺産に関する知識は全く持っていない。神の遺産を手に入れたら「お子様にはちょっと刺激が強い」願いがあると語っているが、作者のあとがきでは「描きたかった、描かれるべきエピソード」としてラファエルの願いが含まれていることから、単なる俗物的欲求とも言い切れない点がある。
自室には『エデンの檻』の終盤で出てきたルーラント・サーフェリー作『ザ・パラダイス』らしき絵画がある。
万年 延彦（まんねん のぶひこ）
11番。肥満体型の少年。NYP（ニューヨークペーパー）の記者を父に持ち、その影響で表も裏も知っている情報通。
父子家庭らしく料理はプロ級。根津と同じくラファエルの下僕になるが、根津と違って神の遺産に執着しておらず、密たち他の仲間たちに対する仲間意識も非常に強い。物語ラストでは負傷したラファエルを救助した後、純粋な友情から彼と行動を共にする義理堅い好漢で、自分たちが70年ぶりの人類月到達を果たしたことへの感激を隠せないというロマンティスト。
マルグリット・ウォーカー・ウィンザー
14番。本作のヒロインの1人。大英帝国王位継承権第4位の王女。
身長140cm。16歳と思えない幼い体格だが、剣術が得意。ラファエル対策の捨て駒として密を勝負に巻き込むが、予想以上に密が有能であることに気付き、半ば強引に自身の騎士（ナイト）にした。
10歳までは家庭的にも社会的にも幸福な日々を過ごしていたが、隣国の火山大噴火で英国も被災し、当時流行した伝染病で両親が死去して自身も罹病したため、その影響で成長が止まってしまった。その後、クリータ教会の勧めで神の遺産に興味を持つようになり、それに祖国再興を賭けている。
スティーブ・楊（スティーブ・ヤン）
12番。中国人の少年。機械工学を学んでいる。
外国人との混血と思われる名前だが、詳細は不明。覆面と共にいる謎の人物である可能性が高いが、メシア計画との関係は不明。神の末裔である翼と親交があり、翼を「旦那」と呼んでいる。
木島平 樹（きじまだいら いつき）
13番。九十八を狙う謎の少年。
無表情で寡黙だが、密を見る時だけ不気味な笑みをうかべる。実は少年時代に密と1日だけ遊び、密の念力により殺されかけた。しかし樹自身は密に恨みを持っておらず、むしろ偏執的な友情を抱いている。密はその少年が樹だったとは最終回で気付く。昔は普通の野球少年という感じだが、現在は明らかに一般人とは思えない雰囲気を持つ。
最終回では、「鍵」を手に入れたためか、元からの能力なのか、密と同様の念力を持っている。
綾坂 晶（あやさか あきら）
16番。
風水盤を持っているが宗教は不明。西洋剣術の心得があるような描写がある。
桜川 円（さくらがわ まどか）
4番。赤髪の少女。
普段着はネコミミフード。内気でドジっ娘。マイペースで食いしん坊。食事のためなら全裸になろうとするところから羞恥心が低そうだが、腹の音が大きいのは恥ずかしいらしい。鬼ヶ原小夜子と一緒にいることが多い。
作者の次回作品『DEATHTOPIA』にてモブキャラクター、後に中学生アイドルという設定で登場している。また『サタノファニ』にて、とある宗教団体の信者という設定で登場している。
芹沢 翼（せりざわ つばさ）
3番。小柄な温和そうな少年。メシアで最初の犠牲者（後に復活）。
密を襲った覆面男で、妙な武器による戦闘術の使い手。地球を造った神の一族の末裔で、不死性を持ち、月のガーディアンに頭部を貫通攻撃されても後に蘇生した。密の能力に危機感を持っていながら、宇宙船内で襲撃した時は能力の確認だけが目的の様子で、発言には謎が多い。ラファエルの凶悪さに怯えるなど気弱に見えるが、上述のことから演技の可能性が高い。
サッカー好きらしい描写がある。
クリストハルト・ケブラー
5番。7:3分けの金髪が特徴。
ドイツ系の名前だが、国籍・経歴・性格など一切不明。台詞無し。単行本第1巻巻末には人形コレクターらしき描写がある。
カチュア・ラストルグエヴァ
2番。銀髪の少女。
爆乳であり、妖艶な雰囲気を出す。国籍・経歴・性格不明。台詞無し。しかし、禍々しい感じの宗教に関与しているなど、一般人と思えない。
作者が後年発表した作品『サタノファニ』にて、主要登場人物の一人で片親がロシア人のハーフで女性刑務所の囚人という設定で登場している。
鬼ヶ原 小夜子（おにがはら さよこ）
6番。
長い黒髪が特徴。気の強い御嬢様風の少女。正義感は強く、ラファエルに従順な万年と根津に苦言を呈している。世話焼きらしく、ドジでマイペースの桜川円によく付き添っている。反応は一般人レベル。
作者が後年発表した作品『サタノファニ』にて、主要人物の一人で連続殺人犯および女性刑務所の囚人という設定で登場している。
空木 宙（うつき そら）
15番。
数珠を持ち、梵語（サンスクリット語）を唱える描写から仏教関係者らしいが、十字架のイヤリングをしている。経歴・性格は不明だが、冷静さや雰囲気は一般人と思えない。台詞無し。
犬養 ひよ里（いぬかい ひより）
8番。
三つ編みの少女で一人称は「ボク」。制服はセーラー服、元気活発な女の子という感じ。バットを持つ描写から野球かソフトボール経験者。反応は一般人レベル。
作者が後年発表した作品『サタノファニ』にて、とある宗教団体の信者という設定で登場している。

### 関係者
猊下（げいか）
クリータ教会の重鎮で、メサイア計画の最高責任者クラスの人物である以外は役職・氏名は不詳。人類滅亡を憂えているが、目的のためなら一般人を拉致し、個人の意思など無視しても平気でいるため、密や根津のように一般人から見れば迷惑な存在でしかない。
密の母親
氏名不明。一般人。
息子想いの良い母親であるが、密の能力を「悪魔の力」と呼び、能力を使うことを厳しく禁じた。また、お祓いや奇怪な宗教にのめり込むなど単身奮闘するが、密の力が周囲にばれて嫌がらせを受け、元々の神経が細かったこともあり、全裸で入浴自殺した。その際、「100に2足らない」ことを意味する九十八の姓を掛け、密を憂える言葉を遺している。

## 書誌情報
- 山田恵庸『CHARON』講談社〈講談社コミックス〉、全2巻
  1. 2013年12月17日発売、ISBN 978-4-06-394989-6
  2. 2014年2月17日発売、ISBN 978-4-06-395016-8